# جينيفر بويدن
جينيفر بويدن (بالإنجليزية: Jennifer Boyden)‏ هي كاتِبة وشاعرة أمريكية، ولدت في 1969.